# Igor Kantorowski
Igor Kantorowski (ur. w 1956 w Płońsku) – polski poeta, dziennikarz i publicysta.

## Życiorys
Ukończył studia polonistyczne w Olsztynie. Wydał dziewięć tomików poezji: Harce pogody (1982), Madonna ciemności (1997), Taki teatr (1999), Moje miasto (2000), Za szybą (2004), Zastygła twarz anioła (2006), Wiolonczelistka (2007), Trzy poematy (2007), Turysta (2008).

## Publikacje
Publikował prozę, poezję, krytykę literacką, filmową i plastyczną oraz eseistykę. Jego różne formy krytyczno-literackie drukowane były m.in. w czasopismach Twórczość, Literatura, Magazyn Literacki, Akant, Metafora, Dekada Literacka, Opcje, Fraza, Nawias i inne. Laureat konkursów literackich, członek Związku Literatów Polskich Oddział w Ciechanowie (do 2009), członek założyciel Związku Literatów na Mazowszu.  

## Wydawnictwo
Wydał dziewięć tomików poezji: 
- Harce pogody (1982),
- Madonna ciemności (1997),
- Taki teatr (1999),
- Moje miasto (2000),
- Za szybą (2004),
- Zastygła twarz anioła (2006),
- Wiolonczelistka (2007),
- Trzy poematy (2007),
- Turysta (2008).

## Członkostwo
- członek Związku Literatów Polskich Oddział w Ciechanowie (do 2009);
- członek - założyciel Związku Literatów na Mazowszu.